# سون ایاسلسون
سون ایاسلسون (انگلیسی: Sven Israelsson؛ ۱۷ ژانویه ۱۹۲۰ – ۹ اکتبر ۱۹۸۹ (aged 69)) ورزشکار نوردیک ترکیبی اهل سوئد بود.
وی در مسابقات کشوری و بین‌المللی در مجموع برندهٔ ۱ مدال برنز شده‌است.